# Andreu Badorch
Andreu Badorch (actiu durant el segle xvii) fou un prevere catòlic català.
Entre l'1 de novembre de 1632 i com a mínim fins al 9 de juliol de 1633 fou rector del Seminari Conciliar de Barcelona. Del seu rectorat se n'ha conservat el Llibre de entradas y exidas, N.º 11, on hi trobem un inventari dels béns del Seminari, amb el títol Nomina de la roba y mobles qye vuy disapte a 9 de juliol 1633 se ha trobat en lo Collegi de presentia del S.r D.or Andreu Badorch Rector de dit collegi y del S.r D.or Jaume Roda y jo Joan fran.ch Prior i ferrer, son los següents:...